# Softphone

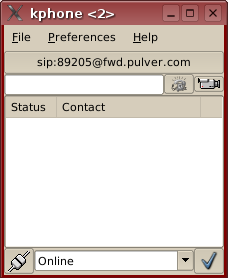
A kphone SIP kliens

A softphone olyan számítógépes alkalmazás, amely külön telefonkészülék (hardphone) nélkül is képes telefonhívások bonyolítására, a hang a számítógép hangkártyáján keresztül továbbítódik. Tágabb értelemben softphone-nak nevezzük azt az alkalmazást is, amellyel a számítógépről vezérelhetünk egy alközponthoz kapcsolt telefonkészüléket.

## Internetes VoIP softphone
A VoIP elterjedésével a közbeszédben leginkább azt az alkalmazást értjük alatta, amely képes VoIP hívások lebonyolítására a számítógépünk segítségével. Ebben az esetben a hívások internetes telefon szolgáltatók (Például Skype, Voipbuster) segítségével épülnek fel. Két softphone közvetlenül is tud egymással beszélni, de az internetes telefon szolgáltatók többsége lehetőséget biztosít a hagyományos telefonos hálózatba történő hívásra is. A régebbi softphone-ok csak a tradicionális telefóniában megszokott szolgáltatásokat nyújtották: tárcsázás, kapcsolás, tartás, némítás stb. Az újabb softphone-ok szinte mindegyikében alap szolgáltatás a státusz információ és a közvetlen üzenetküldés.
Az internetes telefon szolgáltatók többsége saját softphone telepítését követeli meg, de manapság egyre elterjedtebb a SIP szabvány használata.

## Alközponthoz kapcsolt softphone
Az alközponthoz kapcsolt softphone felhasználása két csoportra osztható:

### Telefonos ügyfélkapcsolati központok (Call Centerek)
A Call Centerekben a softphone az ügyintézők munkáját segíti, legtöbb esetben a telefonkészülék használatát egészítik ki, de néha helyettesítik is. A lényeg, hogy az amúgy is használt számítógépről lehessen a hívásokat vezérelni, de elterjedt az ügyviteli alkalmazásokkal történő integráció (Computer Telephony Integration – CTI). Ilyen integrációban a softphone az alkalmazásnak információt adhat át a hívásról, az alkalmazásban a megfelelő adatok automatikusan előkereshetőek. Ezt a folyamatot, amikor a hívás érkezésekor a megfelelő képernyő ugrik fel angol néven Screen Pop-nak hívják.

### Távmunkások, mobil felhasználók
A softphone kiválóan alkalmas távmunka támogatására. A modern alközpontok lehetőséget biztosítanak arra, hogy a felhasználók az irodai melléküket távolról is használhassák. Ilyen esetben a softphone nem egy internetes telefon szolgáltatóhoz, hanem a cég alközpontjához csatlakozik általában VPN kapcsolat segítségével.